# 蒂斯朗陨石坑
蒂斯朗陨石坑（Tisserand）是位于月球正面危海西北边沿的一座古老撞击坑，约形成于39.2-38.5亿年前的酒海纪，其名称取自法国天文学家弗朗索瓦·费利克斯·蒂斯朗(François Félix Tisserand，1845年-1896年)，1935年被国际天文学联合会批准接受。

## 描述

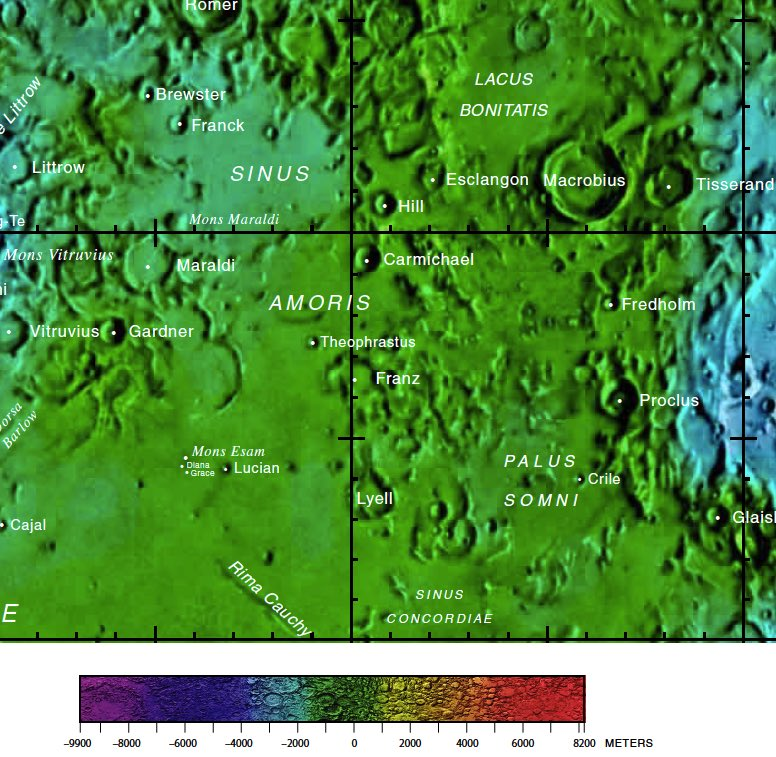
蒂斯朗陨石坑的周边，月球正面区域图。

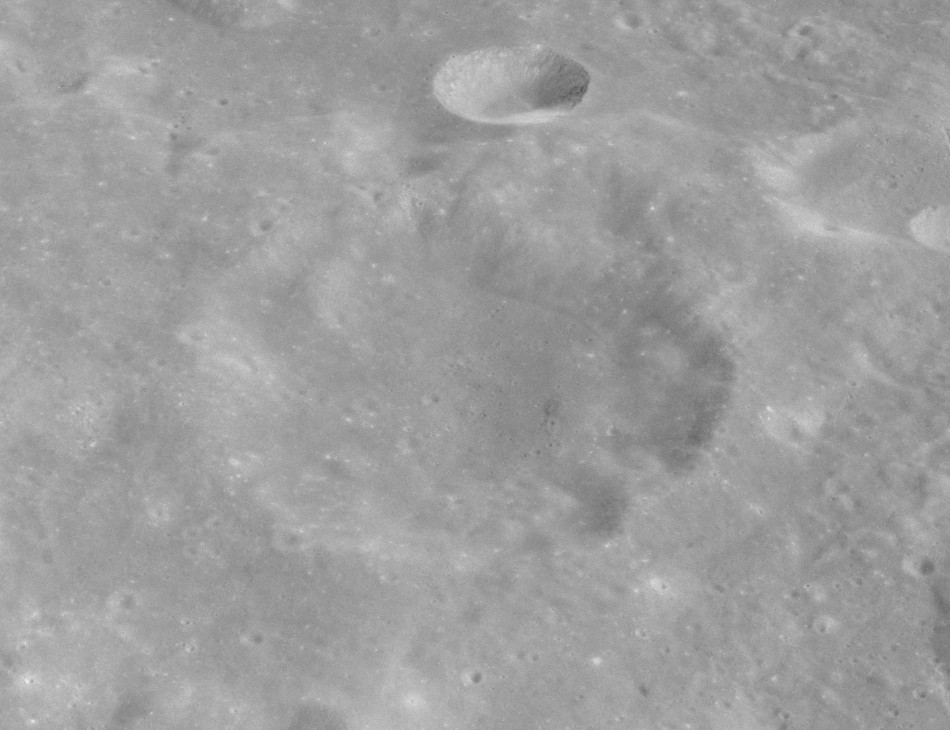
月球轨道器4号拍摄的图像

该陨坑西侧靠近突出的马克罗比乌斯环形山、东北毗邻更大的克莱奥迈季斯环形山，较小的斯威夫特陨石坑与皮尔斯陨石坑分别位于它的东南偏东和西南偏南。蒂斯朗陨石坑西北濒临仁慈湖，东南则绵延着268公里的奥佩尔山脊。该陨坑中心月面坐标为21°25′N 48°10′E / 21.41°N 48.17°E，直径34.63公里，深约2.099公里。
蒂斯朗陨石坑外观接近圆杯状，坑壁已受到明显的撞击侵蚀，其东北和南侧部分坑壁磨损凹陷，靠近西侧内壁穿切有一道弯曲的月谷。该陨坑侧壁最大高出周边地形970米，内部容积约856.47公里3。坑底东北部平坦，而其余地区则较为坎坷，靠近东西二侧内壁分布有一些低矮的山脊；坑底西部覆盖有一些来自南面普罗克洛斯陨石坑的微弱射纹束，因此，反照率较东半部地表略微更高。

## 卫星环形山
按惯例，将在月图上靠近蒂斯朗陨石坑的小陨坑中心点旁放置字母来对它们进行标记。

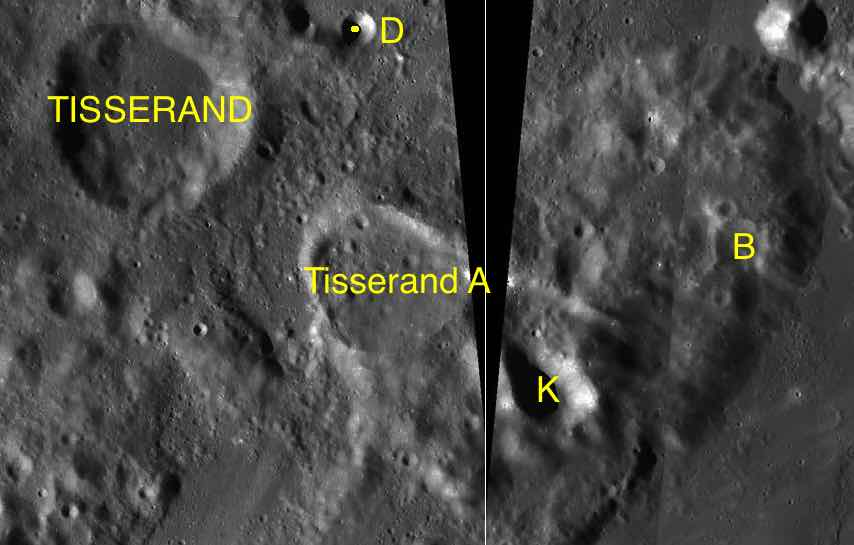
LAC-43和LAC-44拼接图

| 蒂斯朗 | 纬度    | 经度    | 直径    |
| ------ | ------- | ------- | ------- |
| A      | 20.4° N | 49.4° E | 24 公里 |
| B      | 20.7° N | 51.3° E | 8 公里  |
| D      | 21.7° N | 49.4° E | 7 公里  |
| K      | 19.8° N | 50.4° E | 11 公里 |

## 另请参阅
- Andersson, L. E.; Whitaker, E. A. . NASA RP-1097. 1982.
- Blue, Jennifer. . USGS. July 25, 2007  [2007-08-05]. （原始内容存档于2015-05-26）.
- Bussey, B.; Spudis, P. . New York: Cambridge University Press. 2004. ISBN 978-0-521-81528-4.
- Cocks, Elijah E.; Cocks, Josiah C. . Tudor Publishers. 1995. ISBN 978-0-936389-27-1.
- McDowell, Jonathan. . Jonathan's Space Report. July 15, 2007  [2007-10-24]. （原始内容存档于2015-01-12）.
- Menzel, D. H.; Minnaert, M.; Levin, B.; Dollfus, A.; Bell, B. . Space Science Reviews. 1971, 12 (2): 136–186. Bibcode:1971SSRv...12..136M. doi:10.1007/BF00171763.
- Moore, Patrick. . Sterling Publishing Co. 2001. ISBN 978-0-304-35469-6.
- Price, Fred W. . Cambridge University Press. 1988. ISBN 978-0-521-33500-3.
- Rükl, Antonín. . Kalmbach Books. 1990. ISBN 978-0-913135-17-4.
- Webb, Rev. T. W.  6th revised. Dover. 1962. ISBN 978-0-486-20917-3.
- Whitaker, Ewen A. . Cambridge University Press. 1999. ISBN 978-0-521-62248-6.
- Wlasuk, Peter T. . Springer. 2000. ISBN 978-1-85233-193-1.